# بار كارلسون
بار كارلسون (بالسويدية: Pär Karlsson)‏ هو لاعب كرة قدم سويدي في مركز الوسط، ولد في 29 مايو 1978 في السويد. لعب مع نادي إلفسبورغ.